# Canindea latithorax
Canindea latithorax är en skalbaggsart som beskrevs av Maria Helena M. Galileo och Martins 1991. Canindea latithorax ingår i släktet Canindea och familjen långhorningar. Inga underarter finns listade.